# Men Nguyen

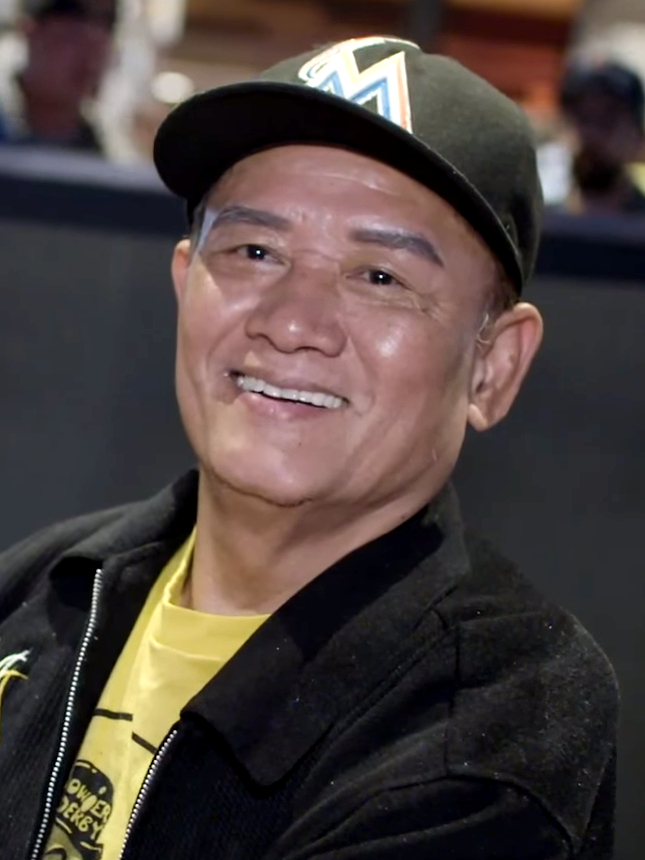
Men Nguyen, 2018

Men Ngyuen, född 1954 i Phan Thiet, Vietnam, är en vietnamesisk-amerikansk pokerspelare. 
Nguyen hoppade av skolan vid 13 års ålder för att arbeta som busschaufför för att försörja sin familj. 1978 flydde han med båt till Malaysia och fick sedan asyl i USA. 1984 besökte han första gången Las Vegas och började spela poker. Efter att från början ha förlorat pengar och fått smeknamnet "Money Machine" blev han så småningom bättre och vann sin första turnering 1987 och har senare fått smeknamnet "The Master". Han investerade sin vinst i en kemtvätt och möbelbutik, men sålde dessa 1990. Under sin pokerkarriär har han vunnit drygt $9,7 miljoner i turneringspoker. Bland annat har han vunnit sju armband i World Series of Poker mellan 1992 och 2010. Han blev utnämnd till "Player of the year" av Card Player Magazine 1997, 2001, 2003 och 2005. Han har även tränat sina kusiner David Pham och Minh Nguyen i poker.